# AC Nagano Parceiro Ladies
L'AC Nagano Parceiro Ladies (AC長野パルセイロレディース?) è una squadra di calcio femminile giapponese, sezione dell'omonimo club con sede nella città di Nagano, capoluogo dell'omonima prefettura situata nell'isola di Honshū, che comprende anche una squadra di calcio maschile, una di badmington e una di hockey su ghiaccio. Milita in Women Empowerment League, livello di vertice e primo torneo professionistico del campionato giapponese femminile di calcio.
La squadra, istituita nel 2000, ha adottato l'attuale denominazione dal 2009, e ha disputato quattro campionati di Nadeshiko League Division 1 ottenendo come migliore prestazione il 3º posto nel campionato 2016.

## Storia
Il club è stato fondato nel 2000 come Ohara Gakuen JaSRA Women's Football Club da studenti e personale dell'Ohara Sports and Civil Service College, uno dei college affiliati all'Ohara Gakuen, ed è stato membro della Japan Women's Football League dal 2003 al 2009 con il nome Ohara Gakuen. Alla fine della stagione 2009, il club è stato trasferito alla sezione femminile dell'AC Nagano Parceiro, che all'epoca era membro della Hokushinetsu Football League First Division, e il suo nome è stato cambiato in AC Nagano Parceiro Ladies.
Il 15 ottobre 2020, il club venne accettato nella Women Empowerment League, primo torneo professionistico del campionato giapponese femminile di calcio, giocando dall'edizione inaugurale.

## Palmarès
- Campionato giapponese femminile di seconda divisione: 1

2015

## Organico

### Rosa 2021-2022
Rosa, ruoli e numeri di maglia come da sito ufficiale, aggiornati al 17 settembre 2021.
| N. |                     | Ruolo | Calciatrice      |
| -- | ------------------- | ----- | ---------------- |
| 1  | Giappone (bandiera) | P     | Natsumi Ikegaya  |
| 2  | Giappone (bandiera) | D     | Moe Kimotsuki    |
| 3  | Giappone (bandiera) | D     | Kyoka Goshima    |
| 4  | Giappone (bandiera) | D     | Reina Ikeda      |
| 5  | Giappone (bandiera) | D     | Yuki Okochi      |
| 6  | Giappone (bandiera) | C     | Mai Okubo        |
| 7  | Giappone (bandiera) | C     | Mei Yasaka       |
| 8  | Giappone (bandiera) | C     | Ramu Suminaga    |
| 9  | Giappone (bandiera) | A     | Megumi Nakamura  |
| 10 | Giappone (bandiera) | C     | Chise Takizawa   |
| 11 | Giappone (bandiera) | C     | Sayaka Mitani    |
| 13 | Giappone (bandiera) | C     | Kazune Kobayashi |
| 14 | Giappone (bandiera) | A     | Shiho Tomari     |
| 15 | Giappone (bandiera) | C     | Rio Takizawa     |
| 16 | Giappone (bandiera) | C     | Hinako Suzuki    |

| N. |                     | Ruolo | Calciatrice      |
| -- | ------------------- | ----- | ---------------- |
| 17 | Giappone (bandiera) | C     | Yuka Okamoto     |
| 18 | Giappone (bandiera) | C     | Megumi Ito       |
| 19 | Giappone (bandiera) | D     | Riko Fujita      |
| 20 | Giappone (bandiera) | A     | Hinako Murakami  |
| 21 | Giappone (bandiera) | P     | Yuria Ito        |
| 22 | Giappone (bandiera) | P     | Midori Arai      |
| 23 | Giappone (bandiera) | A     | Yuna Nakagai     |
| 24 | Giappone (bandiera) | D     | Suguri Hashitani |
| 25 | Giappone (bandiera) | D     | Rena Okutsu      |
| 26 | Giappone (bandiera) | D     | Noa Kokusho      |
| 27 | Giappone (bandiera) | C     | Asahi Kokaji     |
| 28 | Giappone (bandiera) | C     | Yukino Inamura   |
| 29 | Giappone (bandiera) | A     | Akimi Kawafune   |
| 30 | Giappone (bandiera) | C     | Shino Kunisawa   |